# VESA Enhanced Video Connector
Усовершенствованный видеоразъём VESA — это стандарт VESA, предназначенный для уменьшения количества кабелей вокруг компьютера за счёт объединения видео, аудио, FireWire и USB в единую кабельную систему. Цель системы состояла в том, чтобы сделать монитор центральной точкой подключения. Хотя конкретная идея не нашла поддержки у производителей компьютеров, она была преобразована в несколько более популярный стандарт подключения и отображения VESA.
Разъём VESA EVC способен передавать аналоговый видеовыход (на основе VGA), видеовход (композитный), FireWire, аудио (аналоговый стерео) и USB-сигналы. Распиновка в чём-то похожа на более новый штекер и дисплей VESA. Его можно отличить от штекера и разъёма дисплея по корпусу, которая имеет форму равнобедренной трапеции, аналогичной оболочке D-субминиатюрного разъёма вместо «D»-образной оболочки разъёма DVI.